# ملعب الاستقلال (زامبيا)

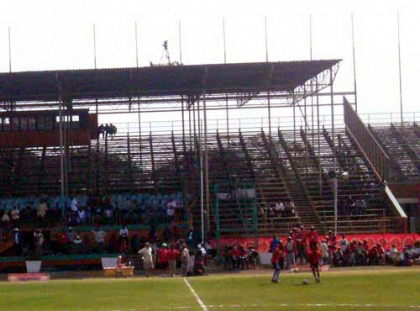

ملعب الاستقلال هو ملعب متعدد الاستخدام يقع في لوساكا عاصمة زامبيا . غالبا ما يتم استخدامه لمباريات كرة القدم . يسع الملعب لجلوس 30 ألف متفرج . يعتبر الملعب الرسمي الذي يخوض فيه منتخب زامبيا مبارياته الدولية . تم افتتاح الملعب في سنة 1964 .